# Jean-Pierre Siré
 (signalé en août 2025).
Si vous disposez d'ouvrages ou d'articles de référence ou si vous connaissez des sites web de qualité traitant du thème abordé ici, merci de compléter l'article en donnant les références utiles à sa vérifiabilité et en les liant à la section « Notes et références ».
- Archive Wikiwix
- Bing
- Cairn
- DuckDuckGo
- E. Universalis
- Gallica
- Google
- G. Books
- G. News
- G. Scholar
- Persée
- Qwant
- (zh) Baidu
- (ru) Yandex
- (wd) trouver des œuvres sur Wikidata

Pas d'image ? Cliquez ici

a Compétitions nationales et continentales officielles uniquement.

b Matchs officiels uniquement.
Jean-Pierre Siré, né le 13 décembre 1953 à Perpignan (Pyrénées-Orientales), est un joueur international français de rugby à XIII dans les années 1970 et 1980. Il occupe au cours de sa carrière le poste d'ailier.
Il joue en rugby à XIII au sein de XIII Catalan prenant part au Championnat de France. Il remporte le Championnat de France en 1979 et 1982, ainsi que la Coupe de France en 1978. Ses qualités sont remarquées par les sélectionneurs de l'équipe de France puisqu'il dispute quatre rencontres sous le maillot tricolore.

## Palmarès
- Collectif :
  - Vainqueur du Championnat de France : 1979 et  et 1982 (XIII Catalan).
  - Vainqueur de la Coupe de France : 1978 (XIII Catalan).
  - Finaliste du Championnat de France : 1978 et 1981 (XIII Catalan).
  - Finaliste de la Coupe de France : 1977 (XIII Catalan).

### Détails en sélection
| 1. | 5 mars 1978      | Angleterre       | 11-13 | Coupe d'Europe | Ailier | - | - | - | - |
| 2. | 24 mars 1979     | Angleterre       | 6-12  | Coupe d'Europe | Ailier | - | - | - | - |
| 3. | 23 novembre 1980 | Nouvelle-Zélande | 6-5   | Test-match     | Ailier | - | - | - | - |
| 4. | 7 décembre 1980  | Nouvelle-Zélande | 3-11  | Test-match     | Ailier | - | - | - | - |